# 李菁紀念基金
李菁紀念基金是香港一個慈善基金，由香港嶺南大學資源拓展處於2008年成立。
2008年3月，失聰女教師李菁逝世。嶺南大學資源拓展處得到管理層支持及李菁家人同意，成立嶺南大學「李菁紀念基金」。

## 成立的目的
目的是為幫助嶺南大學殘障學生，資助他們在學習上或購置輔助器材上財政需要，讓他們與其他同學一同享受大學校園生活，達致「傷健共融」的理念。此外，亦為殘疾人士成立獎學金。

## 曾贊助的項目
嶺南大學將李菁過往在刊物及網上日誌講述有關「聽障」的文章和生活照結集成《凝望—君看雙眼色，不語似無愁》一書，目的為喚起社會對聾人及弱聽人士的關注。這本書集不會公開發售，只供有興趣的讀者聯絡嶺南大學索取。此外，這本書亦推出了網上版本，並上載於慈善機構「龍耳」的網頁，供有興趣的讀者下載。

## 外部連結
- 嶺南大學－李菁紀念基金 （页面存档备份，存于）